# Heat 1X Tycho Brahe

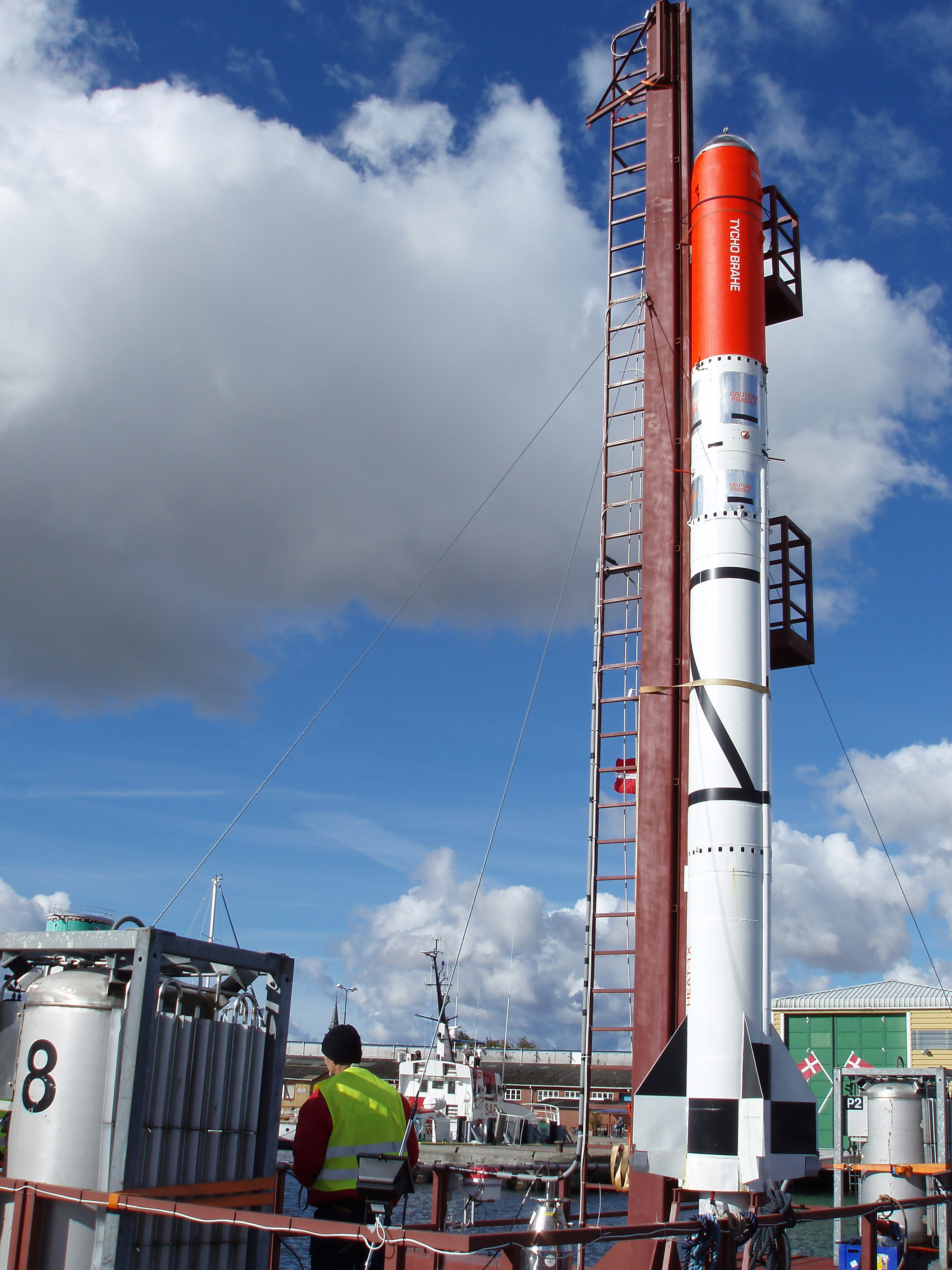
Тихо Браге (помаранчевий) з Heat 1X-ракета (білий)

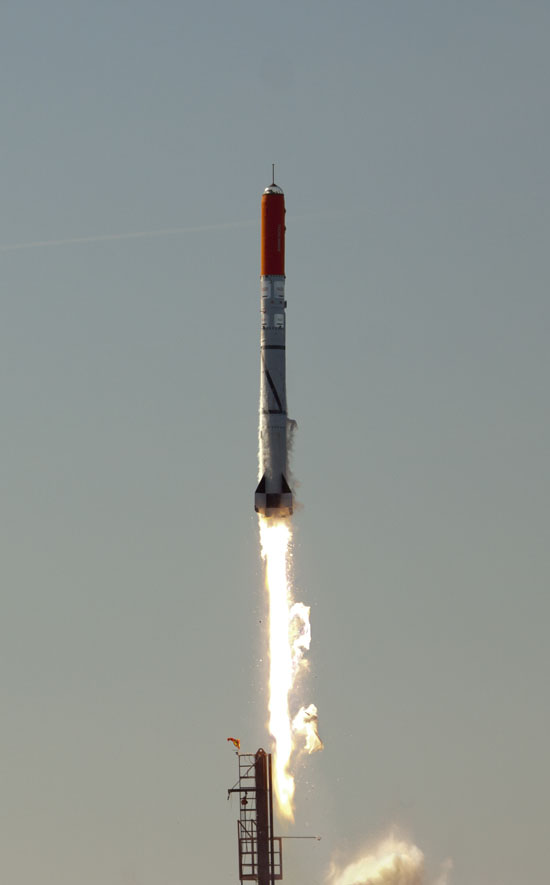
Зліт Тихо Браге (помаранчевий) на ракеті-носії Heat 1X (білий)

Heat 1X Tycho Brahe — космічний апарат, збудований компанією Copenhagen Suborbitals, данською організацією, яка намагається першою запустити аматорський космічний апарат.
Апарат складається з ракети-носія Heat 1X і капсули Tycho Brahe-1.
Створив апарат засновник Copenhagen Suborbitals Крістіан фон Бенгцон (дан. Kristian von Bengtson).
Автори проекту — Крістіан фон Бенгцон і Петер Мадсен.
Капсула Tycho Brahe-1, названа на честь данського астронома Тихо Браге, злетить з морської платформи Sputnik.
Запуск здійснюється ракетою-носієм HEAT (англ. Hybrid Exo Atmospheric Transporter — Гібридний заатмосферний перевізник).
Всього було здійснено два запуски: в 2010 і 2011 роках, а далі компанія перейшла до інших місій, проект був закритий. Так, у 2012 році здійснено запуски SMARAGD Flight, Tycho Deep Space / LES flight, SAPPHIRE-1 Mission, Nexø I та Nexø II (2018).

## Запуски

### 5 вересня 2010 року

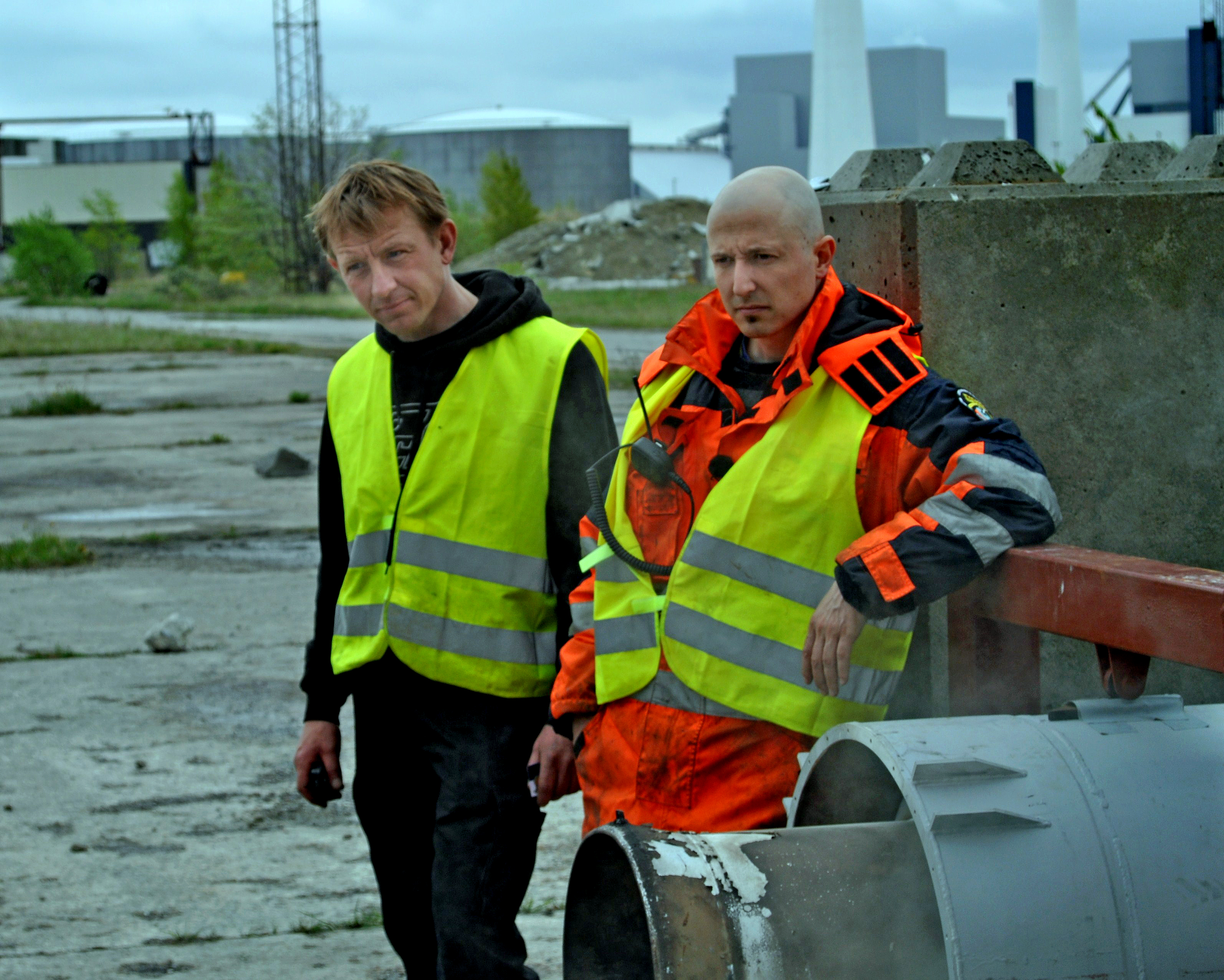
Петер Массен й Крістіан фон Бенгцон

Перший старт мав відбутися 5 вересня 2010 року в Балтійському морі. Замість запуску двигуна з'явився дим. За попередніми даними вийшов з ладу клапан, який відповідає за подачу рідкого кисню. Старт відкладено до виправлення поломки.
Під час тестового польоту ракета-носій підніметься на висоту 30 км. Старт буде з морської платформи Sputnik, встановленої на приватному підводному човні Петера Мадсена.
На борту буде розміщений манекен людини.

### 3 червня 2011 року
Ракета піднялася на висоту 2,6 км. Надалі через несправність почала падати. Парашут розкрився не повністю. Тому апарат вдарився об воду, при цьому зазнавши удару в 26g. Затонув у Балтійському морі на глибині 80-90 м.

## Перспективи
При наступних стартах космонавт буде займати положення стоячи і зможе керувати кисневою маскою, блювотним пакетом, вихідним люком, а також корегувати програму польоту. При досягненні суборбітальної висоти 150 км апарат почне знижуватися. При успішному польоті Данія стане першою країною Європи, де буде здійснено приватний суборбітальний політ.

## Фінансування
КА було зроблено за 2 роки за 63 тисячі доларів США. Ці кошти надійшли від 2000 приватних осіб та 20 організацій. Однією з цілей творців є показати можливість запуску ракет навіть любителями.

## Характеристики
- Маса — 1,5 т
- Висота — 9 м
- Розрахункова висота підйому над землею — 10-30 км